# Umweltministerium der Republik Litauen

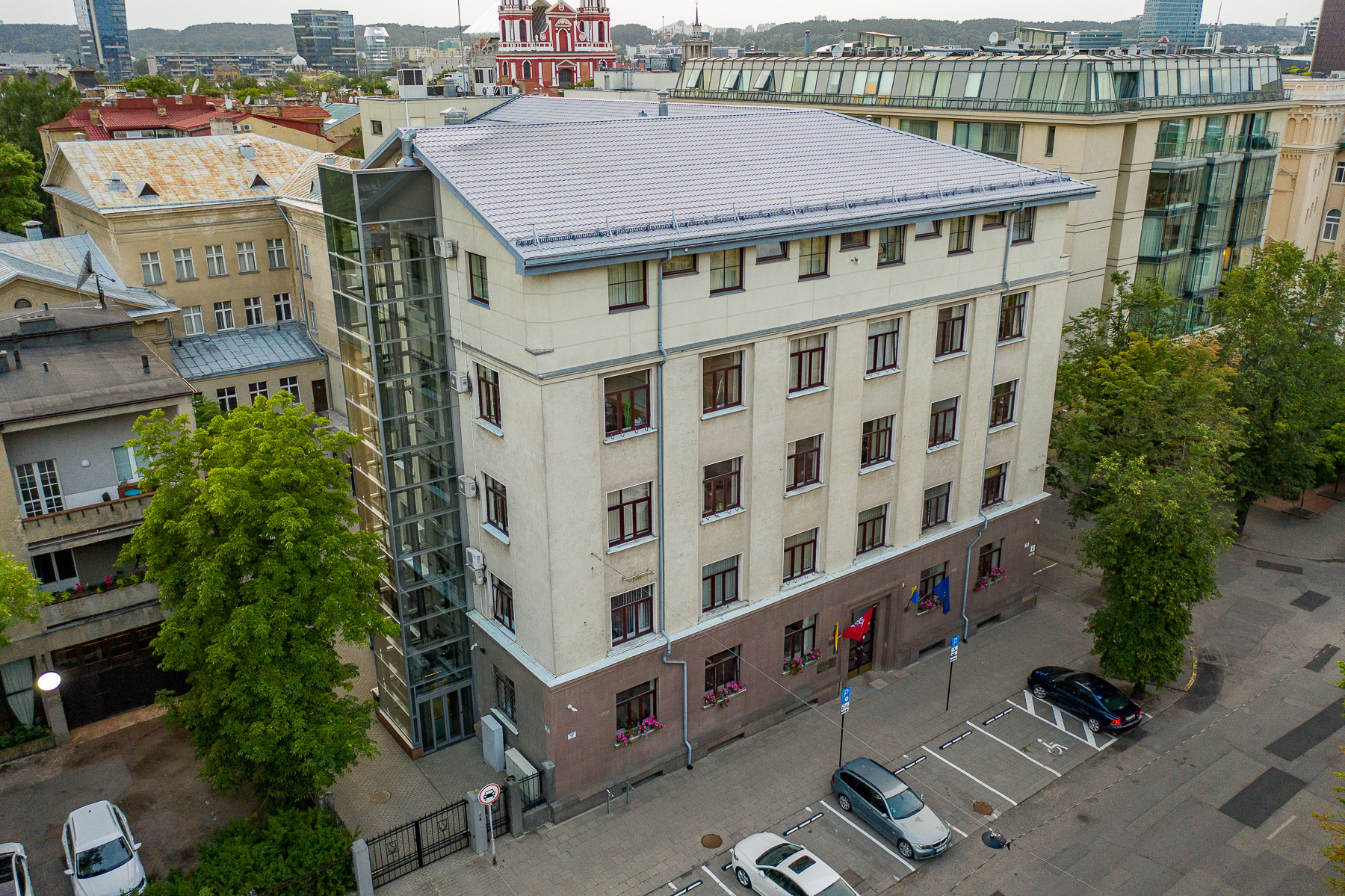
Ministerium (2023)

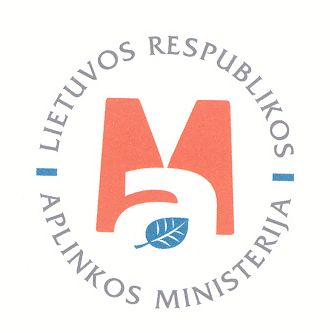
Logo des Ministeriums

Das Umweltministerium der Republik Litauen (lit. Lietuvos Respublikos aplinkos ministerija) ist eines von 14 Ministerien der Regierung Litauens, ein nationales Umweltministerium mit Sitz in Vilnius.

## Geschichte
Früher hieß es Ministerium für Bau und Urbanistik der Republik Litauen.
2016 wurde die Verlegung des Sitzes vorgesehen.
Vom 7. Dezember 2018 bis zum 9. April 2019 war das für die grüne Politik zuständige nationale Umweltministerium vakant, die Abschaffung des Ministeriums und die Fusion mit dem Energieministerium Litauens wurde erwogen  (obwohl sich die Regierungspartei grün nennt: Bund der Bauern und Grünen, lit.  Valstiečių ir žaliųjų sąjunga). Žygimantas Vaičiūnas (Energieminister) arbeitete auch als kommissarischer Umweltminister im Kabinett Skvernelis insgesamt über 4 Monate.

## Minister
|                                      | Minister             | Ernennung | Partei             |
| Umweltschutzminister (1990 bis 1996) |                      |           |                    |
|                                      | Bronius Bradauskas   | 1990      | LDDP               |
| Umweltminister (seit 1996)           |                      |           |                    |
|                                      | Bronius Bradauskas   | 1996      | LDDP               |
|                                      | Imantas Lazdinis     | 1996      | LCS                |
|                                      | Algis Čaplikas       | 1998      | LCS                |
|                                      | Danius Lygis         | 1999      | TS-LKD             |
|                                      | Henrikas Žukauskas   | 2000      | LLS                |
|                                      | Arūnas Kundrotas     | 2001      | LSDP               |
|                                      | Artūras Paulauskas   | 2008      | NS                 |
|                                      | Gediminas Kazlauskas | 2008      | TPP                |
|                                      | Valentinas Mazuronis | 2012      | TT                 |
|                                      | Kęstutis Trečiokas   | 2014      | TT                 |
|                                      | Kęstutis Navickas    | 2016–2018 | delegiert von LVŽS |
|                                      | Kęstutis Mažeika     | 2019–2020 | delegiert von LVŽS |
|                                      | Simonas Gentvilas    | 2020–2024 | delegiert von LRLS |
|                                      | Povilas Poderskis    | 2024–     | delegiert von PPNA |

## Vizeminister
Gintarė Krušnienė, Danas Augutis, Darius Kvedaravičius und Raminta Radavičienė